# اوبرن (خواننده)
اوبرن (انگلیسی: Auburn؛ زادهٔ ۲ دسامبر ۱۹۹۰) یک موسیقی‌دان اهل ایالات متحده آمریکا است. وی از سال ۲۰۰۶ میلادی تاکنون مشغول فعالیت بوده‌است.